# Irtysj Pavlodar
Irtysj Pavlodar (Kazachs Ертіс ФК Павлодар, Ertis FK Pavlodar) is een Kazachse voetbalclub uit de stad Pavlodar.
De club werd opgericht in 1965 als FK Irtysj Pavlodar (Russisch ФК Иртыш Павлодар), maar veranderde haar naam in 1967 in FK Traktor Pavlodar (Russisch ФК Трактор Павлодар). Het team speelde jarenlang in de competitie van de Kazachse SSR, op dat moment het derde niveau in de USSR en werd kampioen in 1972, 1980 (in een competitie waaraan ook ploegen uit de andere Centraal-Aziatische deelrepublieken deelnamen), 1988 en 1989.
Na de onafhankelijkheid van Kazachstan in 1991 en de oprichting van een eigen competitie, de Premjer-Liga, was de club van meet af aan van de partij. De club zou zich ontwikkelen tot de succesvolste Kazachse ploeg: ze werden niet alleen vijf keer kampioen (een record), het was ook - samen met Şaxtyor FK Qarağandı - de enige ploeg die alle 22 seizoenen op het hoogste niveau present is geweest. De beker van Kazachstan werd echter tot op heden pas eenmaal gewonnen: in 1998.
In 1993 veranderde de club haar naam in Ansat FK Pavlodar (Kazachs Ансат ФК Павлодар), en in 1996 speelde de ploeg weer onder de naam Irtysj Pavlodar. Een vrijgevige sponsor zorgt ervoor dat de club in 1999 voor een jaar de naam Irtysj-Bastaw FK Pavlodar (Kazachs Ертіс-Бастау ФК Павлодар) kreeg. De club is genoemd naar de Irtysj (een zijrivier van de Ob) waaraan de stad Pavlodar ligt.
Op 30 mei 2020 trok de club zich om financiële redenen terug uit de Premjer-Liga en hield vervolgens op te bestaan.

## Erelijst
- Kampioen van de Kazachse SSR

1972, 1980, 1988, 1989
- Bekerwinnaar van de Kazachse SSR

1988
- Kampioen van Kazachstan

1993, 1997, 1999, 2002, 2003
- Beker van Kazachstan

Winnaar: 1998
Finalist: 2001, 2002, 2012

## Historie in dePremjer-Liga
| Jaar | Competitie   | Prestatie                                                              | (Naam)                                        |
| ---- | ------------ | ---------------------------------------------------------------------- | --------------------------------------------- |
| 1992 | Topdivisie   | 3de plaats in voorrondegroep B, 3de in de kampioensgroep               | Traqtor FK Pavlodar                           |
| 1993 | Topdivisie   | 1ste plaats in voorrondegroep B, 1ste in de kampioensgroep en kampioen | Ansat FK Pavlodar                             |
| 1994 | Topdivisie   | 2de plaats in de competitie                                            | Ansat FK Pavlodar                             |
| 1995 | Topdivisie   | 7de plaats in de competitie                                            | Ansat FK Pavlodar                             |
| 1996 | Topdivisie   | 2de plaats in de competitie                                            |                                               |
| 1997 | Topdivisie   | 1ste plaats in de competitie en kampioen                               |                                               |
| 1998 | Topdivisie   | 3de plaats in de competitie                                            |                                               |
| 1999 | Topdivisie   | 1ste plaats in de competitie en kampioen                               | Ertic-Bastaw FK Pavlodar                      |
| 2000 | Topdivisie   | 3de plaats in de competitie                                            |                                               |
| 2001 | Topdivisie   | 4de plaats in de competitie                                            |                                               |
| 2002 | Superliga    | 1ste plaats in de voorronde, 1ste plaats in de eindronde en kampioen   |                                               |
| 2003 | Superliga    | 1ste plaats in de competitie en kampioen                               |                                               |
| 2004 | Superliga    | 2de plaats in de competitie                                            |                                               |
| 2005 | Superliga    | 5de plaats in de competitie                                            |                                               |
| 2006 | Superliga    | 6de plaats in de competitie                                            |                                               |
| 2007 | Superliga    | 4de plaats in de competitie                                            |                                               |
| 2008 | Premjer-Liga | 3de plaats in de competitie                                            |                                               |
| 2009 | Premjer-Liga | 9de plaats in de competitie                                            |                                               |
| 2010 | Premjer-Liga | 3de plaats in de competitie                                            |                                               |
| 2011 | Premjer-Liga | 5de plaats in de competitie                                            |                                               |
| 2012 | Premjer-Liga | 2de plaats in de competitie                                            |                                               |
| 2013 | Premjer-Liga | 4e plaats in de competitie, 6e plaats in de kampioensgroep             |                                               |
| 2014 | Premjer-Liga | 9e plaats in de competitie, 3e plaats in de degradatiegroep            |                                               |
| 2015 | Premjer-Liga | 6e plaats in de competitie, 6e plaats in de kampioensgroep             |                                               |
| 2016 | Premjer-Liga | 3e plaats in de competitie, 3e plaats in de kampioensgroep             |                                               |
| 2017 | Premjer-Liga | 4e plaats in de competitie                                             |                                               |
| 2018 | Premjer-Liga | 10e plaats in de competitie                                            | Play offs tegen Kyran gewonnen met 3-0 en 2-1 |
| 2019 | Premjer-Liga | 9e plaats in de competitie                                             |                                               |
| 2020 | Premjer-Liga | 12e plaats in de competitie                                            | Teruggetrokken uit de competitie              |

## Irtysj Pavlodar in Azië
- Q = voorronde
- 1 = 1e ronde
- 2 = 2e ronde
- KF = kwartfinale
- HF = halve finale
- TF = troostfinale

| Seizoen | Competitie            | Ronde | Land                   | Club               | Score    |
| ------- | --------------------- | ----- | ---------------------- | ------------------ | -------- |
| 1994/95 | AFC Club Championship | Q     | Vlag van Turkmenistan  | Köpetdag Aşgabat   | 0-2      |
|         |                       |       | Vlag van Oezbekistan   | Neftçi Fargʻona    | 0-3      |
|         |                       |       | Vlag van Tadzjikistan  | Sitora Dushanbe    | 4-0      |
|         |                       |       | Vlag van Kirgizië      | Alga Bisjkek       | 0-1      |
| 1998/99 | AFC Club Championship | 1     | Vlag van Turkmenistan  | Köpetdag Aşgabat   | 4-1, 0-3 |
| 1999/00 | AFC Club Championship | 1     | Vlag van Oezbekistan   | Pakhtakor Tasjkent | 7-0, 2-5 |
|         |                       | 2     | Vlag van Tadzjikistan  | Varzob Dushanbe    | 4-0, 1-0 |
|         |                       | KF    | Vlag van Saoedi-Arabië | Al-Hilal           | 0-2      |
|         |                       |       | Vlag van Iran          | Persepolis FC      | 0-2      |
|         |                       |       | Vlag van Irak          | Al Shorta          | 2-3      |
| 2000/01 | AFC Club Championship | 1     | Vlag van Turkmenistan  | Köpetdag Aşgabat   | 3-1, 2-1 |
|         |                       | 2     | Vlag van Tadzjikistan  | Varzob Dushanbe    | 4-1, 3-2 |
|         |                       | KF    | Vlag van Saoedi-Arabië | Al-Hilal           | 0-0      |
|         |                       |       | Vlag van Iran          | Persepolis FC      | 0-0      |
|         |                       |       | Vlag van Saoedi-Arabië | Al-Ittihad Djedda  | 2-1      |
|         |                       | HF    | Vlag van Japan         | Júbilo Iwata       | 0-1 nv   |
|         |                       | TF    | Vlag van Iran          | Persepolis FC      | 0-2      |

## Irtysj Pavlodar in Europa
#Q = #kwalificatieronde, T/U = Thuis/Uit, W = Wedstrijd, PUC = punten UEFA coëfficiënten .
Uitslagen vanuit gezichtspunt Irtysj Pavlodar
| Seizoen                                                    | Competitie       | Ronde | Land                           | Club                  | Totaalscore | 1e W    | 2e W    | PUC |
| ---------------------------------------------------------- | ---------------- | ----- | ------------------------------ | --------------------- | ----------- | ------- | ------- | --- |
| 2003/04                                                    | Champions League | 1Q    | Vlag van Cyprus                | Omonia Nicosia        | 1-2         | 0-0 (U) | 1-2 (T) | 0.5 |
| 2009/10                                                    | Europa League    | 1Q    | Vlag van Hongarije             | Szombathelyi Haladás  | 2-2 u       | 0-1 (U) | 2-1 (T) | 1.0 |
| 2011/12                                                    | Europa League    | 1Q    | Vlag van Polen                 | Jagiellonia Białystok | 2-1         | 0-1 (U) | 2-0 (T) | 1.5 |
|                                                            |                  | 2Q    | Vlag van Georgië               | Olimpi Roestavi       | 1-3         | 1-1 (U) | 0-2 (T) | 1.5 |
| 2013/14                                                    | Europa League    | 1Q    | Vlag van Bulgarije             | Levski Sofia          | 2-0         | 0-0 (U) | 2-0 (T) | 2.5 |
|                                                            |                  | 2Q    | Vlag van Bosnië en Herzegovina | NK Široki Brijeg      | 3-4         | 3-2 (T) | 0-2 (U) | 2.5 |
| 2017/18                                                    | Europa League    | 1Q    | Vlag van Bulgarije             | Doenav Roese          | 3-0         | 1-0 (T) | 2-0 (U) | 2.5 |
|                                                            |                  | 2Q    | Vlag van Servië                | Rode Ster Belgrado    | 1-3         | 1-1 (T) | 0-2 (U) | 2.5 |
| 2018/19                                                    | Europa League    | 1Q    | Vlag van Litouwen              | FK Trakai             | 0-1         | 0-0 (U) | 0-1 (T) | 0.5 |
| Totaal aantal behaalde punten voor UEFA coëfficiënten: 8.5 |                  |       |                                |                       |             |         |         |     |

## Bekende (ex-)spelers
- Maksat Baizjanov
- Ulugʻbek Baqoyev
- Štěpán Kučera

- David Loria
- Milan Nikolić
- Joeri Novikov

- Viktor Zoebarev

Akademija ·
Aqjaıyq ·
Aqtöbe B ·
FC Arys ·
Astana FK-M ·
Ekibastuz ·
Jeńis ·
Kairat-Zhas ·
Kyran Shymkent ·
Yelimay Semay ·
Taraz ·
FC Khan Tengri ·
Turan ·
FC Turkistan ·
Zhas Kyran Almati